# Acronicta melanotica
Acronicta melanotica là một loài bướm đêm trong họ Noctuidae.